# Dandi
Dandi – miasto w północnej Nigerii, w stanie Kebbi, przy granicy z Nigrem. Według danych z 2006 roku ma 144 273 mieszkańców.